# Jules Jacob Storme

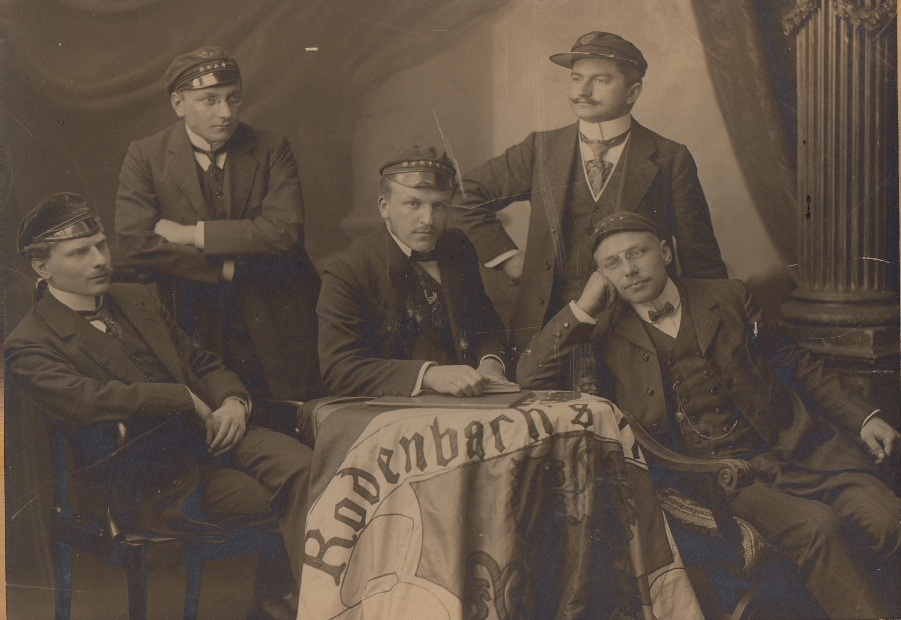
Praesidium Rodenbach's Vrienden: vlnr. zittend Jozef Delahaye, Jules Storme en Adiel Debeuckelaere, rechtstaand Leopold Ruytinx en Jules Demarrez

Jules Jacob Storme (Gentbrugge, 25 juni 1887 – Gent, 15 september 1955) was een Belgisch jurist.

## Leven
Jules Storme was de zoon van Marcel Leo Louis Marie Storme (Wakken 9 december 1862- Gentbrugge 10 maart 1930) en Pauline Charlotte Boone (Gent 23 november 1858- Gent 3 juli 1928) uit een verarmde tak van een Wakkense familie van dorpsnotabelen (brouwers). Zijn grootvader Leo Storme was gemeentesecretaris van Wakken.
Hij liep school in St-Gregorius Gentbrugge en St-Lievenscollege Gent. Hij studeerde eerst Germaanse filologie aan de Rijksuniversiteit Gent. In 1910 promoveert hij aan de Gentse universiteit tot doctor in de letteren en wijsbegeerte (groep Germaanse filologie) bij Willem De Vreese (als promotor) met een proefschrift over de Thesaurus Teutonicus, een woordenboek geschreven door Kiliaan en uitgegeven door Christoffel Plantijn. Stormes proefschrift wordt bekroond in 1912 door de Koninklijke Academie voor Taal en Letterkunde te Gent. Hij studeerde verder in Duitsland (Jena, Berlijn), met name ook economie (staatshuishoudkunde, Volkswirtschaft). Hij studeerde ook in Leiden en in kortere studieverblijven te Parijs en Oxford. Terug in gent behaalde hij het diploma in de rechten (doctor iuris) in 1915. Hoewel de universiteit haar deuren sluit in 1914, is de Rechtsfaculteit zo weldadig om in 1915 een speciale examenzittijd te organiseren, zodat Storme in oorlogstijd doctor in de rechten kan worden. Nog in 1915 legt hij zijn eed af aan de Balie te Gent en vestigt zich meteen als advocaat. Tijdens de Eerste Wereldoorlog vraagt Rob Van Genechten hem in 1915 om professor te worden aan de Nederlandstalige von Bissing-universiteit, opgericht door de Duitse bezetter. Storme weigert.
Hij stichtte in 1917 in de schoot van de Katholieke vriendenkring Gentbrugge een "Sociale studiekring" (en gaf er o.a. lessen staatshuishoudkunde aan humaniorastudenten).
Op 25 april 1922 huwde hij Maria Bosteels (Buggenhout 21 augustus 1891- Gent 1950), dochter van de Buggenhoutse brouwer Leo(n) Bosteels en zijn echtgenote Henriette Marie Victorine Seghers.

### Academicus
Storme verwierf aan het begin van zijn carrière bekendheid met de publicatie Maatschappelijke Vrede en Economische Wederopbloei (1919), waarin hij nauwere samenwerking tussen werkgevers en werknemers bepleitte, als middel om de sociale vrede te bevorderen. Eveneens in 1919 werd Storme docent aan de Rijkslandbouwhogeschool in Gent, waar hij de cursussen Algemene inleiding tot het recht, Boswetgeving en Staathuishoudkunde gaf.
Vanaf 1924 mocht hij deze laatste cursus ook geven als docent in de Bijzondere Handelsschool van de faculteit Rechten aan de universiteit in Gent. Daarbij voegde hij in 1925 de cursus Voorbereidende oefeningen tot het opstellen van een verslag over de economische toestand van een land. Vanaf 1933 doceerde Storme de cursussen Staathuishoudkunde en Sociale Wetgeving aan de faculteit Rechten. In 1935 werd hij buitengewoon hoogleraar en drie jaar later gewoon hoogleraar. Intussen breidde hij zijn pakket cursussen verder uit.
In het academiejaar 1946-1947 was hij decaan van de rechtsfaculteit. In 1955 (kort voor zijn overlijden) werd hij verkozen tot secretaris van de Academieraad.

### Advocaat
Openingsredenaar Vlaamse Conferentie Balie Gent 1923 (halfeeuwfeest);
lid Raad van de Orde van advocaten te Gent.

### Politicus
Reeds kort na de wapenstilstand engageerde de jonge advocaat zich in de lokale maatschappelijke werken. Zijn publicatie "Maatschappelijke Vrede en Economische Wederopbloei" kreeg in 1919 een prijs toegekend van de lokale Antisocialistische Werkliedenbond. Storme koos echter voor de middenstandsbeweging en werd op voordracht van advocaat Robert Dubois aangesteld tot juridisch raadgever van het Algemeen Comiteit 'De Middelstand', een interprofessionele middenstandskoepel (voluit het 'Algemeen Comiteit tot Verdediging van de Belangen der Kleine Burgerij 'De Middelstand', gevestigd op de Korenmarkt te Gent). Deze onpartijdige organisatie zocht politiek aansluiting bij de katholieke partij en kwam daarbij in aanvaring met het Provinciaal Middenstandssecretariaat van Fernand Van Ackere (gevestigd in de Lange Kruisstraat, Gent). Ondanks vele aanvaringen, kon wel een modus vivendi worden bereikt, mede onder impuls van het bisdom. In 1921 werd Storme gemeenteraadslid en ondersteunde het Algemeen Comiteit de kandidatuur van Fernand Van Ackere voor de parlementsverkiezingen.
De radicalisering van het middenstandsprotest in de jaren 1930 en de aanstelling van groothandelaar Louis Duysburgh tot voorzitter van het Algemeen Comiteit (1931) gooiden echter roet in het eten. Duysburgh zette het Comiteit op een politiek-onafhankelijke koers, brak met 'de Lange Kruisstraat' en zocht toenadering tot de nieuwsoortige middenstandskoepels die ontstonden. Via het het Eenheidsfront van Louis Duysburgh belandde hij uiteindelijk bij Rex. In april 1936, toen Duysburgh de politiek aansluiting van het Algemeen Comiteit bij Rex kon doorduwen, nam Storme afstand van het Algemeen Comiteit en vormde een eigen Katholieke Middenstandsbond van Gent (opgericht op 8 mei 1936) waarvan hij de eerste voorzitter was.
Storme werd schepen van de stad (1934-1943) na de implosie van het drieledig college n.a.v. faillissement van de lokale Bank van de Arbeid. Hij was o.m. bevoegd voor Burgerlijke Stand, Militie, Slachthuis, veemarkten en (vanaf 1939) voor Openbare Onderstand, omhalingen en tombola's en erediensten. Van 14 juni tot 11 oktober 1940 was hij waarnemend burgemeester van de stad.
Na de oorlog zette Storme zijn engagement binnen de christelijke middenstandsbeweging in Gent verder. De overgebleven leden van het vooroorlogse Algemeen Comiteit stapten in 1945 grotendeels over naar Stormes AKMB. In 1949 werd de naam gewijzigd in NCMV-Gent.